# Pescecyclops arnaudi
Pescecyclops arnaudi is een eenoogkreeftjessoort uit de familie van de Cyclopidae. De wetenschappelijke naam van de soort werd in 1908 voor het eerst geldig gepubliceerd door Georg Ossian Sars.